# Rubus lacustris
Rubus lacustris är en rosväxtart som beskrevs av William Moyle Rogers. Rubus lacustris ingår i släktet rubusar, och familjen rosväxter. Inga underarter finns listade i Catalogue of Life.